# فيليمير إيفانوفيتش
فيليمير إيفانوفيتش هو لاعب كرة قدم صربي في مركز الوسط، ولد في 22 نوفمبر 1978 في كراغوييفاتس في صربيا. لعب مع أوليمبياكوس فولو وسلافيا صوفيا ونادي بارتيزان ونادي سبارتاك فارنا ونادي لاريسا.

## وصلات خارجية
- فيليمير إيفانوفيتش على موقع قاعدة بيانات كرة القدم.إي يو (الإنجليزية)
- فيليمير إيفانوفيتش على موقع Soccerway.com (الإنجليزية)
- فيليمير إيفانوفيتش على موقع عالم كرة القدم.نت (الإنجليزية)